# Фторид рения(VII)
Фторид рения(VII) — неорганическое соединение, соль металла рения и плавиковой кислоты с формулой ReF7, очень легкоплавкие жёлтые кристаллы, реагирует с водой, в расплавленном состоянии разъедает стекло.

## Получение
- При нагреве порошка рения и фтора при атмосферном давлении и температуре 600—700 °C образуется смесь гексафторида и гептафторида рения:

{\displaystyle {\mathsf {Re+3F_{2}\ {\xrightarrow {}}\ ReF_{6}}}}
{\displaystyle {\mathsf {2Re+7F_{2}\ {\xrightarrow {}}\ 2ReF_{7}}}}
- При нагреве полученной смеси или порошка рения (400 °C) при высоком давлении в атмосфере фтора получается чистый ReF7[1]:

{\displaystyle {\mathsf {2ReF_{6}+F_{2}\ {\xrightarrow {\ }}2ReF_{7}}}} .

## Физические свойства
Фторид рения(VII) — образует жёлтые кристаллы кубической сингонии, параметры ячейки a = 0,626 нм.
Спектроскопически установлено, что его молекула имеет форму пентагональной бипирамиды.

## Химические свойства
- Реагирует с водой:

{\displaystyle {\mathsf {ReF_{7}+4H_{2}O\ {\xrightarrow {}}\ HReO_{4}+7HF}}}
- Реагирует с разбавленными щелочами:

{\displaystyle {\mathsf {ReF_{7}+8NaOH\ {\xrightarrow {}}\ NaReO_{4}+7NaF+4H_{2}O}}}
- Восстанавливается водородом:

{\displaystyle {\mathsf {2ReF_{7}+3H_{2}\ {\xrightarrow {200^{o}C}}\ 2ReF_{4}+6HF}}}
- Реагирует с диоксидом кремния:

{\displaystyle {\mathsf {2ReF_{7}+3SiO_{2}\ {\xrightarrow {50-70^{o}C}}\ 2ReO_{3}F+3SiF_{4}}}}
- С фторидами щелочных металлов образует фторокомплексы:

{\displaystyle {\mathsf {ReF_{7}+KF\ {\xrightarrow {}}\ K[ReF_{8}]}}}
- С кислородом воздуха образует оксофториды рения(VII) различного состава (ReO3F, ReO2F3, ReOF5 и другие соединения нестехиометрического состава).